# Olympische Sommerspiele 1980/Teilnehmer (Schweden)
| Gelbes Symbol für Goldmedaillen mit stilisierten Olympischen Ringen | Graues Symbol für Silbermedaillen mit stilisierten Olympischen Ringen | Braundes Symbol für Bronzemedaillen mit stilisierten Olympischen Ringen |
| ------------------------------------------------------------------- | --------------------------------------------------------------------- | ----------------------------------------------------------------------- |
| 3                                                                   | 3                                                                     | 6                                                                       |

Schweden nahm an den Olympischen Sommerspielen 1980 in Moskau mit einer Delegation von 145 Athleten (122 Männer und 23 Frauen) an 102 Wettkämpfen in 18 Sportarten teil.
Die schwedischen Sportler gewannen drei Gold-, drei Silber- und sechs Bronzemedaillen. Olympiasieger wurden die Schwimmer Bengt Baron über 100 Meter Rücken und Pär Arvidsson über 100 Meter Schmetterling sowie Johan Harmenberg mit dem Degen. Fahnenträger bei der Eröffnungsfeier war der Leichtathlet Stig Pettersson.

## Teilnehmer nach Sportarten

### Basketball
Männer
- 10. Platz
Peter Andersson
Jan Enjebo
Sten Feldreich
Peter Gunterberg
Joon-Olof Karlsson
Bernt Malion
Thomas Nordgren
Roland Rahm
Åke Skyttevall
Torbjörn Taxén
Göran Unger
Leif Yttergren

### Bogenschießen
Männer
- Göran Bjerendal
Einzel: 12. Platz

- Rolf Svensson
Einzel: 20. Platz

Frauen
- Anna-Lisa Berglund
Einzel: 16. Platz

### Boxen
- Odd Bengtsson
Federgewicht: in der 1. Runde ausgeschieden

- Kalervo Alanenpää
Leichtgewicht: in der 1. Runde ausgeschieden

- Shadrach Odhiambo
Halbweltergewicht: im Achtelfinale ausgeschieden

- Leo Vainonen
Halbmittelgewicht: im Achtelfinale ausgeschieden

- Christer Corpi
Mittelgewicht: im Achtelfinale ausgeschieden

- Anders Eklund
Schwergewicht: im Viertelfinale ausgeschieden

### Fechten
Männer
- Johan Harmenberg
Florett: Gold 
Degen: Mannschaft: 5. Platz

- Rolf Edling
Florett: 4. Platz
Degen: Mannschaft: 5. Platz

- Hans Jacobson
Florett: 9. Platz
Degen: Mannschaft: 5. Platz

- Leif Hogström
Degen: Mannschaft: 5. Platz

- Göran Malkar
Degen: Mannschaft: 5. Platz

Frauen
- Kerstin Palm
Florett: 29. Platz

### Gewichtheben
- Johnny Helsing
Bantamgewicht: 14. Platz

- Pertti Torikka
Bantamgewicht: 15. Platz

- Bertil Sollevi
Mittelgewicht: 7. Platz

- Stefan Jonsson
Halbschwergewicht: 10. Platz

- Michael Persson
1. Schwergewicht: 9. Platz

- Leif Nilsson
2. Schwergewicht: 4. Platz

### Judo
- Wolfgang Biedron
Halbleichtgewicht: 7. Platz

- Ronny Nilsson
Leichtgewicht: 12. Platz

- Michel Grant
Halbmittelgewicht: 17. Platz

- Betil Ström
Mittelgewicht: 5. Platz

### Kanu
Männer
- Anders Andersson
Einer-Kajak 500 m: 6. Platz
Einer-Kajak 1000 m: 9. Platz

- Jens Nordqvist
Zweier-Kajak 500 m: 9. Platz
Zweier-Kajak 1000 m: im Halbfinale ausgeschieden

- Thomas Ohlsson
Zweier-Kajak 500 m: 9. Platz
Zweier-Kajak 1000 m: im Halbfinale ausgeschieden

- Lars-Erik Moberg
Vierer-Kajak 1000 m: 9. Platz

- Per Lundh
Vierer-Kajak 1000 m: 9. Platz

- Thorbjörn Thoresson
Vierer-Kajak 1000 m: 9. Platz

- Berndt Andersson
Vierer-Kajak 1000 m: 9. Platz

- Thomas Falk
Einer-Canadier 500 m: im Halbfinale ausgeschieden
Einer-Canadier 1000 m: 7. Platz

- Bernt Lindelöf
Zweier-Canadier 500 m: 8. Platz
Zweier-Canadier 1000 m: 9. Platz

- Eric Zeidlitz
Zweier-Canadier 500 m: 8. Platz
Zweier-Canadier 1000 m: 9. Platz

Frauen
- Agneta Andersson
Einer-Kajak 500 m: 6. Platz
Zweier-Kajak 500 m: 5. Platz

- Karin Olsson
Zweier-Kajak 500 m: 5. Platz

### Leichtathletik
Männer
- Kjell-Erik Ståhl
Marathon: 19. Platz

- Tommy Persson
Marathon: 30. Platz

- Göran Högberg
Marathon: Rennen nicht beendet

- Christer Gullstrand
400 m Hürden: im Vorlauf ausgeschieden

- Anders Carlson
3000 m Hindernis: im Vorlauf ausgeschieden

- Alf Brandt
20 km Gehen: 13. Platz

- Bo Gustafsson
20 km Gehen: Rennen nicht beendet
50 km Gehen: Rennen nicht beendet

- Bengt Simonsen
50 km Gehen: 4. Platz

- Miro Zalar
Stabhochsprung: 10. Platz

- Kenth Gardenkrans
Diskuswurf: 12. Platz

Frauen
- Linda Haglund
100 m: 4. Platz
200 m: im Halbfinale ausgeschieden
4-mal-100-Meter-Staffel: Rennen nicht beendet

- Ann-Louise Skoglund
400 m: im Vorlauf ausgeschieden
4-mal-100-Meter-Staffel: Rennen nicht beendet

- Helena Pihl
100 m Hürden: im Halbfinale ausgeschieden
4-mal-100-Meter-Staffel: Rennen nicht beendet

- Lena Möller
4-mal-100-Meter-Staffel: Rennen nicht beendet

- Susanne Lorentzon
Hochsprung: 15. Platz

- Ann-Ewa Karlsson
Hochsprung: 18. Platz

### Moderner Fünfkampf
- Svante Rasmuson
Einzel: 4. Platz
Mannschaft: Bronze

- Lennart Pettersson
Einzel: 7. Platz
Mannschaft: Bronze

- George Horvath
Einzel: 9. Platz
Mannschaft: Bronze

### Radsport
- Peter Jonsson
Straßenrennen: 16. Platz

- Bernt Scheler
Straßenrennen: 39. Platz

- Anders Adamson
Straßenrennen: 44. Platz
Straße Mannschaftszeitfahren: 12. Platz

- Mats Gustafsson
Straßenrennen: Rennen nicht beendet
Straße Mannschaftszeitfahren: 12. Platz

- Bengt Asplund
Straße Mannschaftszeitfahren: 12. Platz

- Håkan Karlsson
Straße Mannschaftszeitfahren: 12. Platz

### Ringen
- Kent Andersson
Papiergewicht, griechisch-römisch: in der 2. Runde ausgeschieden

- Benni Ljungbeck
Bantamgewicht, griechisch-römisch: Bronze

- Lars Malmkvist
Federgewicht, griechisch-römisch: in der 3. Runde ausgeschieden

- Lars-Erik Skiöld
Leichtgewicht, griechisch-römisch: Bronze

- Lennart Lundell
Weltergewicht, griechisch-römisch: 5. Platz

- Leif Andersson
Mittelgewicht, griechisch-römisch: 4. Platz

- Frank Andersson
Halbschwergewicht, griechisch-römisch: 4. Platz
Schwergewicht, Freistil: in der 2. Runde ausgeschieden

- Sören Claesson
Mittelgewicht, Freistil: in der 2. Runde ausgeschieden

### Rudern
- Hans Svensson
Einer: 5. Platz

- Anders Larson
Zweier ohne Steuermann: 6. Platz

- Anders Wilgotson
Zweier ohne Steuermann: 6. Platz

- Kent Larsson
Vierer ohne Steuermann: 10. Platz

- Pär Hurtig
Vierer ohne Steuermann: 10. Platz

- Jan Niklasson
Vierer ohne Steuermann: 10. Platz

- Göran Johansson
Vierer ohne Steuermann: 10. Platz

### Schießen
- Ove Gunnarsson
Schnellfeuerpistole 25 m: 16. Platz

- Ragnar Skanåker
Schnellfeuerpistole 25 m: 31. Platz
Freie Pistole 50 m: 7. Platz

- Staffan Oscarsson
Freie Pistole 50 m: 23. Platz

- Sven Johansson
Kleinkalibergewehr Dreistellungskampf 50 m: Bronze 
Kleinkalibergewehr liegend 50 m: 18. Platz

- Stefan Thynell
Kleinkalibergewehr Dreistellungskampf 50 m: 15. Platz
Kleinkalibergewehr liegend 50 m: 20. Platz

- Lars Ivarsson
Laufende Scheibe 50 m: 13. Platz

- Lars-Göran Carlsson
Skeet: Silber

- Manne Johnson
Skeet: 37. Platz

### Schwimmen
Männer
- Per Holmertz
100 m Freistil: Silber 
4-mal-100-Meter-Lagen-Staffel: im Vorlauf ausgeschieden

- Per Johansson
100 m Freistil: Bronze

- Per Wikström
100 m Freistil: im Halbfinale ausgeschieden
200 m Freistil: im Vorlauf ausgeschieden
4-mal-200-Meter-Freistil-Staffel: 4. Platz

- Thomas Lejdström
200 m Freistil: 7. Platz
400 m Freistil: im Vorlauf ausgeschieden
400 m Lagen: im Vorlauf ausgeschieden
4-mal-200-Meter-Freistil-Staffel: 4. Platz

- Per-Ola Quist
200 m Freistil: im Vorlauf ausgeschieden
4-mal-200-Meter-Freistil-Staffel: 4. Platz

- Michael Söderlund
100 m Rücken: im Halbfinale ausgeschieden
200 m Rücken: 6. Platz
4-mal-200-Meter-Freistil-Staffel: 4. Platz
4-mal-100-Meter-Lagen-Staffel: im Vorlauf ausgeschieden

- Per-Alvar Magnusson
4-mal-200-Meter-Freistil-Staffel: 4. Platz
4-mal-100-Meter-Lagen-Staffel: im Vorlauf ausgeschieden

- Anders Rutqvist
4-mal-200-Meter-Freistil-Staffel: 4. Platz

- Bengt Baron
100 m Rücken: Gold 
200 m Rücken: im Vorlauf ausgeschieden

- Peter Berggren
100 m Brust: im Halbfinale ausgeschieden
200 m Brust: 7. Platz
4-mal-100-Meter-Lagen-Staffel: im Vorlauf ausgeschieden

- Glen Christiansen
200 m Brust: im Vorlauf ausgeschieden

- Pär Arvidsson
100 m Schmetterling: Gold 
200 m Schmetterling: 7. Platz

- Ove Nylén
200 m Schmetterling: im Vorlauf ausgeschieden

- Gary Andersson
400 m Lagen: im Vorlauf ausgeschieden

Frauen
- Agneta Eriksson
100 m Freistil: 8. Platz
4-mal-100-Meter-Freistil-Staffel: Silber

- Carina Ljungdahl
100 m Freistil: im Vorlauf ausgeschieden
4-mal-100-Meter-Freistil-Staffel: Silber

- Tina Gustafsson
200 m Freistil: im Vorlauf ausgeschieden
4-mal-100-Meter-Freistil-Staffel: Silber 
4-mal-100-Meter-Lagen-Staffel: 4. Platz

- Agneta Mårtensson
100 m Schmetterling: 6. Platz
200 m Schmetterling: 7. Platz
4-mal-100-Meter-Freistil-Staffel: Silber 
4-mal-100-Meter-Lagen-Staffel: 4. Platz

- Birgitta Jönsson
4-mal-100-Meter-Freistil-Staffel: Silber

- Helena Peterson
4-mal-100-Meter-Freistil-Staffel: Silber

- Annika Uvehall
100 m Rücken: im Vorlauf ausgeschieden
4-mal-100-Meter-Lagen-Staffel: 4. Platz

- Eva-Marie Håkansson
100 m Brust: 5. Platz
200 m Brust: im Vorlauf ausgeschieden
4-mal-100-Meter-Lagen-Staffel: 4. Platz

- Ann-Sofi Roos
200 m Brust: im Vorlauf ausgeschieden
400 m Lagen: im Vorlauf ausgeschieden

- Armi Airaksinen
100 m Schmetterling: im Vorlauf ausgeschieden
200 m Schmetterling: im Vorlauf ausgeschieden

### Segeln
- Kent Carlsson
Finn-Dinghy: 6. Platz

- Lars Bengtsson
470er: 8. Platz

- Stefan Bengtsson
470er: 8. Platz

- Håkan Lindström
Star: 4. Platz

- Peter Sundelin
Star: 4. Platz

- Göran Marström
Tornado: Bronze

- Jörgen Ragnarsson
Tornado: Bronze

- Bertil Larsson
Soling: 8. Platz

- Göran Andersson
Soling: 8. Platz

- Jan Andersson
Soling: 8. Platz

### Turnen
Frauen
- Lena Adomat
Einzelmehrkampf: 30. Platz
Boden: 60. Platz
Pferdsprung: 50. Platz
Stufenbarren: 50. Platz
Schwebebalken: 59. Platz

### Wasserball
- 11. Platz
Anders Flodqvist
Kenth Karlsson
Hans Lundén
Tommy Danielson
Sören Carlsson
Christer Stenberg
Gunnar Johansson
Peter Carlström
Lars Skåål
Per-Arne Andersson
Arne Claesson

### Wasserspringen
Frauen
- Susanne Wetteskog
3 m Kunstspringen: 11. Platz
10 m Turmspringen: 11. Platz

- Annie Liljeberg
3 m Kunstspringen: 21. Platz